# 神一真
神 一真（じん いっしん、1953年（昭和28年）12月17日 - 2017年（平成29年）11月18日）は、日本の占術家。神煕玲の実子。前神・真理占星学会参事。前21世紀占術普及協会理事。

## 概要
- 神・真理占星学会会長神熙玲の下で真理占星学を学び免許皆伝。かつて東洋運勢学会に所属していた。神一眞は、事業の中で占術を活用しており、執筆業・鑑定業に重点を置いていなかった。
- 晩年は、神熙玲の弟子でもある神眞快を育成するなど後進の教育にも力を入れていた。。
- 神熙玲との共著「真理占星学」の刊行を予定していたが、神一眞の急逝により刊行未定である。大運天冲殺の突入時に死去したという。

## 著書
- 十二支宝鑑暦（編著・東洋運勢学会）
- 21世紀占術普及協会平成２２年暦